# ジェイアール総研情報システム
株式会社ジェイアール総研情報システム（ジェイアールそうけんじょうほうシステム）は、東京都国立市に本社を置くシステムインテグレーター（ユーザー系）である。略称はJRSI。

## 概要
本社は、東京都国立市北1-7-23　国立ビル3階にある。そのほか、「総研オフィス」（鉄道総研国立研究所内）、「荻窪オフィス」が存在する。
JR総研のシステム開発、保守、運用などを行っている。
なお、JR総研が財団法人ということもあり、JRSIの資本に、JR総研の資本は入っていない。

## 沿革
- 1998年（平成10年）9月1日 - 設立。
- 1999年（平成11年）10月1日 - 本社を東京都国立市北1-7-23に移転。
- 2001年（平成13年）6月22日 - ISO9001取得。
- 2006年（平成18年）11月10日 - ISO/IEC27001取得。
- 2011年（平成23年）3月31日 - プライバシーマーク取得。
- 2021年（令和3年）3月31日 - ISO9001返上[1]。